# Płyta z muzyką
Płyta z muzyką – album zespołu Voo Voo wydany w 2001, na płycie oprócz piosenek znajdują się trzy krótkie surrealistyczne opowiadania („Kokoryny”) napisane przez dzieci z porażeniem mózgowym i czytane przez aktora Jana Peszka. Płytę nagrano w zabytkowym drewnianym spichlerzu w Janowcu.

## Lista utworów
1. „Nabroiło się” – 4:01
2. „Trwa mać” – 2:59
3. „Człowiek wózków” – 5:01
4. „Dziury w całym” – 5:16
5. „Kokoryn I” – 1:55
6. „Wolnomyśliciel” – 2:29
7. „Jak robak” – 5:10
8. „Mylny błąd” – 4:20
9. „Ktoś mi zajumał pulower” – 6:59
10. „Kokoryn II” – 2:18
11. „Dwójnia” – 3:42
12. „O czuwaniu” – 4:47
13. „Piosenka rokendrolowa” – 1:57
14. „Kokoryn III” – 2:52

Wszystkie utwory są napisane przez Wojciecha Waglewskiego z wyjątkiem „Kokoryn I” i „Kokoryn II” (muz. M. Pospieszalski, sł. Krzysztof Nogieć) oraz „Kokoryn III” (muz. M. Pospieszalski, sł. Grzegorz Gieremek).

## Muzycy
Voo Voo
- Wojciech Waglewski – gitara, syntezator, śpiew
- Mateusz Pospieszalski – saksofon, szenaj, syntezator, śpiew, aranżacja smyczków
- Piotr Żyżelewicz – perkusja, butelki (puste), popielniczki
- Karim Martusewicz – gitara basowa, kontrabas, syntezator, piła

gościnnie
- „Dziki” – „głos ludzki”
- Jan Peszek – głos
- Kwartet smyczkowy „Kwadrat” w składzie:
  - Grzegorz Lalek – skrzypce
  - Kasia Pieniak – skrzypce
  - Romek Protasik – altówka
  - Patryk Rogoziński – wiolonczela

## Single
- „Nabroiło się”
- „Dziury w całym”
- „Dwójnia”

## Pozycje na listach
| Lista | Kraj   | Pozycja |
| ----- | ------ | ------- |
| OLiS  | Polska | 1       |